# Thorsten Schick
Thorsten Schick, né le 19 mai 1990, est un footballeur autrichien. Il évolue au poste de milieu droit avec le club du Rapid Vienne.

## Biographie
Il joue plus de 100 matchs en première division autrichienne.
Il participe à la phase de groupe de la Ligue Europa avec le club suisse des BSC Young Boys.

## Palmarès
- championnat de Suisse : 2018